# Ayu Azhari
Siti Khadija Azhari (nacida el 19 de noviembre de 1969, Yakarta), más conocida por su nombre artístico como Ayu Azhari, es una actriz, cantante, modelo y escritora indonesia.

## Carrera
Azhari nació el 19 de noviembre de 1969.  Es originaria de la isla de Bangka Belitung.
Azhari hizo su debut en el cine a partir de 1984 en una película titulada "Akibat Buah Terlarang" (Efectos de la fruta prohibida). La directora cinematográfica, Teguh Karya, quien la vio durante el rodaje de la película, la adoptó como una discípula. Su primer personaje que interpretó, fue para una serie dramática de televisión titulada "Pernikahan Darah" (Bodas de sangre), en la que el director le llamó la atención por no controlar su voz a un principio. En 1986 como actriz, trabajó para película producida por Karya Ibunda, titulada "Ibunda" (Madre). Luego interpretó un pequeño personaje en su última película de Karya, titulada "Pacar Ketinggalan Kereta" (Amante de Izquierda por el tren) en 1989.
En 1990, recibió el Premio "Azhari Citra", nominada como la Mejor Actriz de Reparto en el Festival de Cine de Indonesia, por la interpretación de su personaje en la película titulada "Dua Kekasih" (Two Lovers).
A principios de la década de los 2000, Azhari fue una de las estrellas de televisión, mejor pagadas en su país Indonesia. Se rumoró que ella ganó unas Rp. 20 millones (US $ 2.200) por cada episodio que participaba, rumor que Azhari la negó. Ella también había publicado un álbum de estudio titulado, "Excremento Indung".

## Vida personal
Azhari se ha casado varias veces. Su primer matrimonio fue en 1990 con Djody Gondokusumo, con quien tuvo un hijo. Después de cuatro años se había casado con Teemu Yusuf Ibrahim y tuvo otro hijo. A partir del 2010, está casada con el músico Mike Tramp, más conocido como el vocalista de la banda de rock White Lion. Tiene en total seis hijos. Su hermana, Sarah Azhari, también es actriz, cantante y modelo.
Bibliografía
- «Ayu Azhari». Tempo (en indonesian). 23 de junio de 2003. Archivado desde el original el 8 de abril de 2012. Consultado el 8 de abril de 2012.
- «Ayu Azhari ever so grateful for smear campaign». The Jakarta Post. 1 de febrero de 2010. Archivado desde el original el 8 de abril de 2012. Consultado el 8 de abril de 2012.
- «Ayu Azhari releases cookbook». The Jakarta Post. 31 de diciembre de 2011. Archivado desde el original el 8 de abril de 2012. Consultado el 8 de abril de 2012.
- «Ayu lost candidacy bid for Sukabumi’s deputy regent». The Jakarta Post. 2 de marzo de 2010. Archivado desde el original el 8 de abril de 2012. Consultado el 8 de abril de 2012.
- «Ayu shows it’s time to get serious with candidacy». The Jakarta Post. 21 de enero de 2010. Archivado desde el original el 8 de abril de 2012. Consultado el 8 de abril de 2012.
- «Ayu’s sons say they fear her, feel neglected». The Jakarta Post. 11 de diciembre de 2010. Archivado desde el original el 8 de abril de 2012. Consultado el 8 de abril de 2012.
- «Dipanggil Khadijah» [Called Khadijah] (en indonesian). 27 de febrero de 1988. Archivado desde el original el 22 de mayo de 2012. Consultado el 22 de mayo de 2012.
- «Kawin tanpa ramai-ramai» [Marrying without Making a Fuss]. Tempo (en indonesian). 24 de noviembre de 1990. Archivado desde el original el 8 de abril de 2012. Consultado el 8 de abril de 2012.
- «Their faces haunt your television screen every day». Tempo. 8 de enero de 2001. Archivado desde el original el 8 de abril de 2012. Consultado el 8 de abril de 2012.